# Villanueva de Alcardete
Villanueva de Alcardete és un municipi de la província de Toledo, a la comunitat autònoma de Castella la Manxa. Limita amb Quintanar de la Orden, a la província de Toledo, i Villamayor de Santiago, a la província de Conca.